# Rabauken (Band)
Die Rabauken war eine deutsche Oi!-Band, die bis 2001 agierte.  Sie wurde zu Beginn der 1990er von den Brüdern Mario und Bernd Zippel in Erkrath gegründet. Letztgenannter war auch Mitglied der Band Verlorene Jungs.
Musikalische Ursprünge lagen in der englischen Punk- und Oi-Bewegung Anfang der 80er Jahre, mit Bands wie Peter and the Test Tube Babies, Toy Dolls, Cockney Rejects, Stiff Little Fingers.
Der Band wurde stets eine Verbindung zur neonazistischen Szene nachgesagt, obgleich dieser Vorwurf von der Band vehement bestritten wurde.
„Bernd“, Sänger und Gitarrist der Band, griff den Vorwurf in einem Interview mit der unpolitischen Skinhead Website Oi-Vision.de vom 10. Juni 2001 erneut auf und verwies auf den Song „Revolution“, in dem die Band seiner Meinung nach klar Position gegen jegliche politische Radikale bezieht. Die Band sehe sich selbst als unpolitisch, der vielfach kritisierte Song „Unser Vaterland“ sei Ausdruck patriotischen Stolzes, jedoch weit davon entfernt, rechtsradikal zu sein.
Der Verfassungsschutz NRW erfuhr erstmals 1993 bei einer Feier eines Junge-Nationaldemokraten-Mitglieds von der Band. Nach Angaben des Verfassungsschutzes soll es bei einigen der sieben bekannt gewordenen Konzerte zwischen 1996 und 2001 „zu »Sieg-Heil-Rufen« und zum Zeigen des »Hitler-Grußes«“ gekommen sein. Bei einem Auftritt mit den Bands Trabireiter und Chaoskrieger sang das Publikum das Horst-Wessel-Lied. Alben von den Rabauken wurden auch in rechtsextremen Vertrieben, wie Hanse Records oder White Music, angeboten. Zudem wurde der Band vorgeworfen, mit rechtsextremen Bands zusammenzuarbeiten. Oliver Lange, ein ehemaliges Bandmitglied, spielte außerdem eine Zeit lang bei der rechtsextremen Band Starkstrom.

## Diskografie
- 1992 Der erste Streich (Demokassette)
- 1993 Warte, warte nur ein Weilchen (LP/CD, Dim Records)
- 1994 Weltmeister (EP, Dim Records)
- 1996 All die Jahre (Picture-LP/CD, Dim Records)
- 1999 All die Jahre (LP, Dim Records)
- 1999 Hey mein Freund (LP/CD, United Kids Records/Oi Hammer)

### Wiederveröffentlichungen
- 2006 Warte, warte nur ein Weilchen (CD, United Kids Records)
- 2006 All die Jahre (CD, United Kids Records)
- 2006 Hey mein Freund (Psycho T Records, / United Kids Records)